# Adda-Douéni
Adda-Douéni är en ort i Komorerna.   Den ligger i distriktet Anjouan, i den centrala delen av landet, 150 km öster om huvudstaden Moroni. Adda-Douéni ligger 706 meter över havet och antalet invånare är 10 858. Den ligger på ön Anjouan.
Terrängen runt Adda-Douéni är kuperad åt sydost, men åt nordväst är den bergig. Havet är nära Adda-Douéni österut.  Närmaste större samhälle är Moutsamoudou, 17,5 km nordväst om Adda-Douéni. 